# Mistrzostwa Świata w Półmaratonie 2010
17. Mistrzostwa Świata w Półmaratonie – zawody lekkoatletyczne, które odbyły się 16 października 2010 w chińskim Nanning. Organizację imprezy powierzono miasto na spotkaniu IAAF w Monako w listopadzie 2008. 

## Rezultaty

### Mężczyźni
| Konkurencja:  | 1. miejsce                                            | Rezultat | 2. miejsce                                                    | Rezultat | 3. miejsce                                               | Rezultat |
| Indywidualnie | Wilson Kiprop                                         | 1:00:07  | Zersenay Tadese                                               | 1:00:11  | Sammy Kitwara                                            | 1:00:22  |
| Drużynowo     | Kenia · Wilson Kiprop · Sammy Kitwara · Silas Kipruto | 3:01:32  | Erytrea · Zersenay Tadese · Samuel Tsegay · Tewelde Estifanos | 3:03:04  | Etiopia · Lelisa Desisa · Birhanu Bekele · Asefa Mengstu | 3:05:26  |

### Kobiety
| Konkurencja:  | 1. miejsce                                                               | Rezultat | 2. miejsce                                            | Rezultat | 3. miejsce                                            | Rezultat |
| Indywidualnie | Florence Jebet Kiplagat                                                  | 1:08:24  | Dire Tune                                             | 1:08:34  | Peninah Jerop Arusei                                  | 1:09:05  |
| Drużynowo     | Kenia · Florence Jebet Kiplagat · Peninah Jerop Arusei · Joyce Chepkirui | 3:26:59  | Etiopia · Dire Tune · Feyse Tadese · Meseret Mengistu | 3:27:33  | Japonia · Yoshimi Ozaki · Ryoko Kizaki · Azusa Nojiri | 3:33:40  |

## Klasyfikacja medalowa
| Miejsce | Kraj    | Złoto | Srebro | Brąz | Razem |
| 1.      | Kenia   | 4     | 0      | 2    | 6     |
| 2.      | Etiopia | 0     | 2      | 1    | 3     |
| 3.      | Erytrea | 0     | 2      | 0    | 2     |
| 4.      | Japonia | 0     | 0      | 1    | 1     |